# Vanuatu Post
Vanuatu Post est le service postal du Vanuatu. L'entreprise a été créée en 2000. Elle appartient au gouvernement du Vanuatu. Elle opère le premier bureau de poste sous-marin, ouvert en 2003.

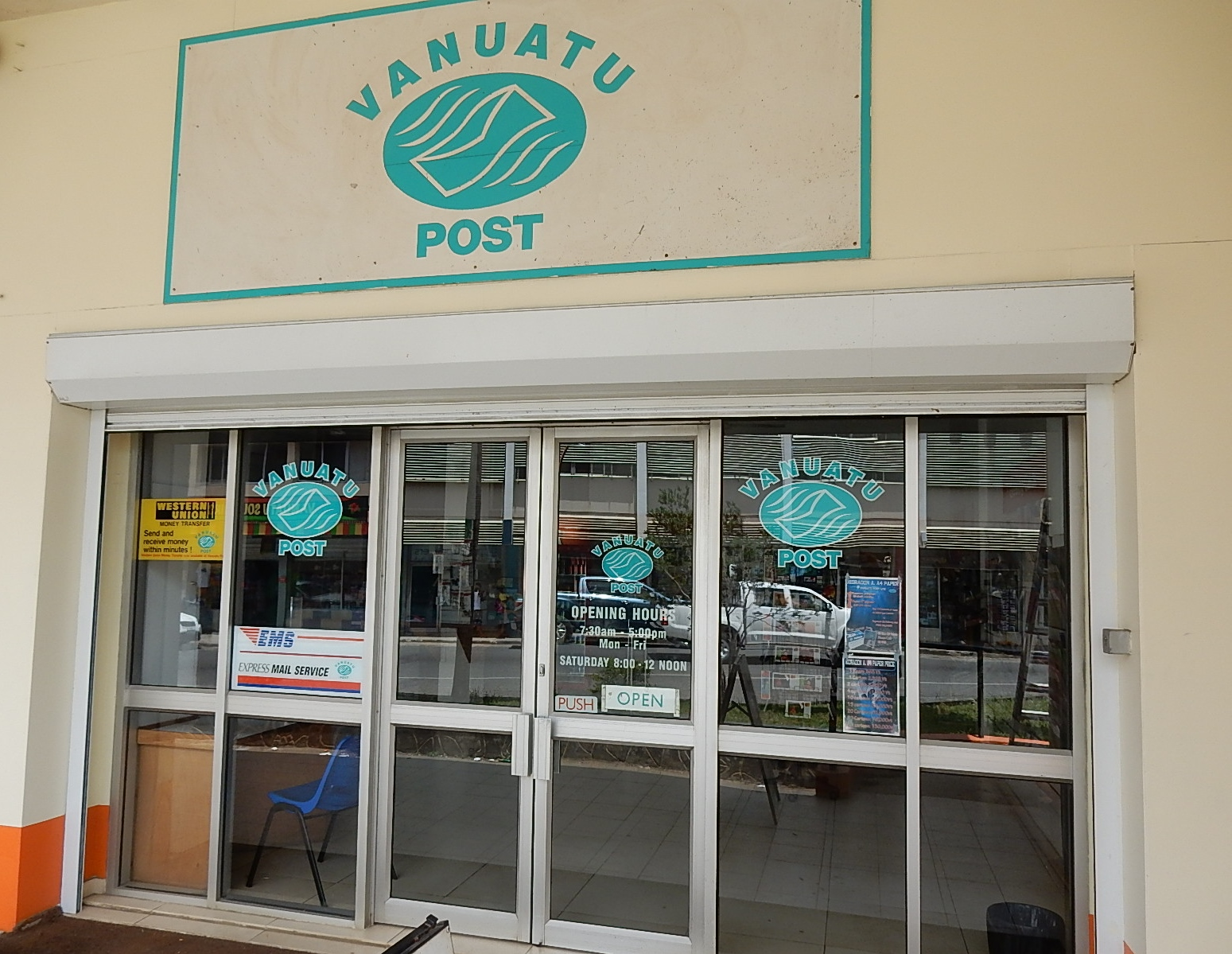
Bureau de poste de Vanuatu Post, à Port-Vila.